# Белоцерковский, Андрей Владленович
Андре́й Владле́нович Белоцерко́вский (20 июля 1955, Ленинград) — российский учёный, председатель Тверского регионального отделения Русского географического общества, доктор физико-математических наук, профессор, заслуженный работник высшей школы РФ. С января 2017 года по март 2020 г. занимал должность заместителя председателя Правительства Тверской области. Член экспертного совета национальной премии «Хрустальный компас», депутат Законодательного собрания Тверской области.

## Карьера
В 1978 году окончил физико-механический факультет Ленинградского Политехнического института. В 1981 г. поступил на работу младшим научным сотрудником в Ленинградский государственный гидрометеорологический институт (в настоящее время Российский государственный гидрометеорологический университет), где и продолжал работать до 2009 г. В 1983 г. поступил в аспирантуру ЛГГМИ, которую закончил в 1986 г., защитив диссертацию на соискание степени кандидата физико-математических наук. В 1987 г. получил должность ассистента, в 1989 г. — должность доцента кафедры экспериментальной физики атмосферы РГГМИ. С 1990 по 1992 по линии Минобразования СССР находился на научной стажировке в Хоккайдском университете (Япония). С 1993 по 1996 гг., работая доцентом, закончил докторантуру РГГМИ и в 1996 г. защитил диссертацию на соискание степени доктора физико-математических наук. В 1997 г. получил должность, а в 1998 г. звание профессора по кафедре экспериментальной физики атмосферы РГГМУ. С 2001 по 2004 г. был приглашен профессором в Чикагский университет (США). С 2004 г. по 13 апреля 2009 г. работал проректором РГГМУ по УМО. С 14 апреля 2009 г. работал ректором Тверского государственного университета. В январе 2017 года назначен на должность заместителя Председателя Правительства Тверской области. С 2020 по январь 2024 г. возглавлял центр стратегического инновационного развития высшей школы им. Е. А. Лурье Тверского государственного университета, депутат Законодательного собрания Тверской области. С февраля 2024 г. работает проректором по науке Московского государственного университета геодезии и картографии (МИИГАиК).

## Ученые степени, звания и награды
- Почетный член Японского метеорологического общества
- Член Американского географического общества
- Член Европейского метеорологического общества
- Член Президиума координационного совета учебно-методических объединений и научно-методических советов вузов РФ
- Эксперт и член рабочей группы по новым технологиям в метеорологическом образовании Всемирной метеорологической организации
- Почетный работник гидрометслужбы России
- Заслуженный работник высшей школы РФ

Удостоен грамот и благодарностей Министерства образования и науки РФ, медали Министерства обороны РФ «Адмирал Горшков».

## Научная деятельность и публикации
Доктор физико-математических наук, профессор. Известный в России и в мире специалист по адаптивным стохастическим методам моделирования мезомасштабных метеорологических процессов, автор более 120 научных трудов в России, США, Японии, Канаде и других странах, в их числе 4 монографии. Процентиль по ядру РИНЦ — 2.

## Экспедиционная деятельность
В 1981—1987 гг. проведено 10 научных экспедиций по радиолокационным наблюдениям за грозоопасными и градовыми облаками в Алазанскую долину Грузии. В 1991 г. прошла зимняя научная экспедиция по радиолокационным наблюдениям за снегопадами на о. Ребун (Япония).
Общественная деятельность и благотворительность
Профессор года по результатам анонимного голосования студентов Чикагского университета (2002 г.). Лауреат Всероссийского конкурса Министерства спорта, туризма и молодёжной политики РФ в номинации «Ректор — друг студентов».

## Семья
- Отец — Белоцерковский Владлен Эммануилович (1930-2021), подполковник запаса, неоднократный участник марафона «Ленинград—Москва», серебряный призёр первенства Советского Союза по многоборью комплекса ГТО[3][4][5].
- Жена — Сердитова Наталья Евгеньевна (1972), профессор РГГМУ.
- Дочь — Дана (1996)
- Сын — Петр (2006).
- Дочь — Ольга (2011).